# 甲狀腺腫瘤
甲狀腺腫瘤（thyroid neoplasm）是生長於甲狀腺的腫瘤，可分為良性腫瘤以及惡性腫瘤（如甲狀腺癌）。甲状腺结节的含义较广泛，可以为甲状腺肿瘤、囊肿、腺瘤、癌、切除术后残留甲状腺组织的增生等。在所有甲狀腺結節中，大約僅有5%是惡性腫瘤。
常見的甲狀腺癌包含乳突性、濾泡性, 髓質性、未分化性，大多數患者在25到65歲時初次診斷，而且女性較男性罹病機率為高。在美國，甲狀腺癌的發生率約為萬分之一（每年十萬人15.5人），五年存活率則大約98.3%左右。

## 診斷
頸部觸診是甲狀腺結節的重要理學檢查，若發現異常需轉介醫師協助。進階診斷工具包含血液檢查、超音波，以及核子醫學檢查，以利內分泌科醫師綜合判斷。甲狀腺結節常伴隨有甲狀腺功能的變化，可能以甲狀腺素過高或過低表現。甲狀腺結節是甲狀腺腫瘤的主要表現方式，如果發現甲狀腺結節，可以使用針吸細胞活檢術（Fine needle aspiration, FNA）取出檢體細胞進行組織培養，以辨別其為惡性腫瘤與否。FNA是病理確診中最經濟的方式，或FNA陰性的情形下仍強烈懷疑惡性腫瘤，則可進行甲狀腺切除術進行病理診斷。
一般來說，甲狀腺結節較常發生於年長者，20歲以下的甲狀腺結節惡性的可能性較高。

## 分類
甲狀腺腫瘤可分為良性腫瘤及惡性腫瘤。

#### 良性腫瘤
甲狀腺腺瘤是最常見的甲狀腺良性腫瘤，大約有80%的成人會在70歲以前至少得到一顆甲狀腺結節，其中約有90%~95%為良性。

#### 惡性腫瘤
最常見的甲狀腺癌包含乳突性、濾泡性, 髓質性、未分化性。大多數患者的初始診斷年齡介於25至65歲之間，且女性較男性為多。乳突型甲狀腺癌是甲狀腺癌中最常見的一型，約佔甲狀腺癌所有病例的八成；第二多的為濾泡型，約有15%，兩者生長速度皆相當緩慢，且如果早期診斷可以痊癒。髓質型約佔總病例的3%，生長也算緩慢，且在初期診斷也能獲得控制。未分化型是預後最差也是最罕見的一型，約佔甲狀腺癌的2%。該癌症相當致命，腫瘤生長速度快且難以控制。癌症型別的診斷必須依賴病理玻片的顯微鏡檢。其他較罕見的甲狀腺癌包含淋巴癌、甲狀腺肉癌、平滑肌癌、畸胎瘤、鱗狀上皮癌等等。

## 治療
甲狀腺結節的治療必須視患者的年紀、腫瘤的大小及分期，以及甲狀腺的型別來決定。若結節屬於良性，患者可以使用甲狀腺素治療以壓制促甲状腺激素（TSH）的分泌。理想上TSH的數值建議維持在較低水平，建議治療後至少每六個月追蹤一次血漿TSH的濃度。但若結節影響到正常生活或造成其他不良影響，例如說壓迫呼吸道造成呼吸或吞嚥困難，則也建議手術移除。有時為避免術後甲狀腺低下的情形，可採取部分甲狀腺切除術，但後續仍有發生甲狀腺低下的可能。
若病理學或細胞學檢查結果顯示為惡性腫瘤或疑似惡性腫瘤，則建議進行甲狀腺切除術。儘管甲狀腺切除術是一項發展成熟且相對安全的手術，但由於甲狀腺附近擁有豐沛的血管和神經，因此甲狀腺切除術有一定風險存在。手術併發症並不常見，若傷及喉返神經，可能會造成聲音沙啞。若手術過程傷及血管或肌肉，則可能造成出血的情形。術後患者會發生可預期的甲狀腺低下，因此必須終生給予口服甲狀腺素作為荷爾蒙代替治療。
甲狀腺癌細胞會吸收碘，因此可攝入具放射性的碘-131。這些放射碘會為甲狀腺細胞所吸收，使癌細胞累積高劑量的放射線而死亡。這種方式可用於乳突型、濾泡型及髓樣甲狀腺癌的術後治療。但髓質癌、未分化癌、嗜酸細胞癌對於放射碘的治療效果不佳。若腫瘤無法透過手術切除或是發生骨轉移，可以給予額外的放射線進行治療或緩解症狀。

## 外部連結
- Thyroid Cancer Clinical Trials Page of the American Thyroid Association
- Thyroid Cancer （页面存档备份，存于）- National Cancer Institute
- Diagnostic patient information （页面存档备份，存于）